# Pedro Pedreiro
Pedro Pedreiro é uma canção do músico brasileiro Chico Buarque lançada em 1965 em seu primeiro compacto e incluída em no ano seguinte no disco Chico Buarque de Hollanda.
Foi uma das primeiras músicas compostas pelo cantor e veio a público com a ajuda de sua irmã Miúcha. A música fala de um operário que espera o transporte público para chegar ao trabalho, a sua vida é descrita utilizando diversas vezes a palavra "esperando", no total, repetida 36 vezes.
A canção foi posteriormente, regravada pelo próprio Chico, em italiano, e lançada no álbum Chico Buarque de Hollanda na Itália. 